# Seventeen (együttes)
A Seventeen (hangul: 세븐틴), vagy más néven SVT egy 2015-ben debütált, 13 taggal rendelkező dél-koreai K-pop-együttes.
Az együttesen belül három alegység van, amelyek különböző területekre specializálódtak: 'Hip Hop csapat' 'Vokál csapat' és 'Előadó csapat'.
A csapat 2015. május 26-án debütált a 17 Carat, amely az év leghosszabb listán szereplő K-pop albuma lett az Egyesült Államokba, és az egyetlen újonc album, amely megjelent a Billboardon.
Az együttes tagjai részt vállalnak szövegírásban és dalaik komponálásában föként Woozi, valamint ők maguk is találnak ki koreográfiákat, emiatt "self-producing" csapatnak is hívják őket.
A tagok különféle országokból érkeztek: S.Cups, Jeonghan, Hoshi, Wonwoo, Woozi, DK, Mingyu, Seungkwan és Dino koreaiak; The8 és Jun Kínaiak, míg Vernon és Joshua amerikaiak.
A fiúk az "Adore U" című számmal debütáltak.

## Név
A Seventeen név a "13 tag + 3 alegység + 1 csoport" származik, amely azt jelzi, hogy 13 tag három különböző alegységre oszlik, de ugyan azt a csoportot alkotják.  A név eredetileg arra utalt, hogy 17 tag (a másik 4 korábbi gyakornokkal – Jang Do-yoon.nal , Samuel Kim-mel , Shin Dong-jin-nel és Yao Mingming-gel) – tervez debütálni.

## Története

### 2013–2015: Seventeen TV, Seventeen Project
2013-tól kezdve a Seventeen a UStream oldalán rendszeresen volt látható egy élő show a 17TV keretein belül. Az adások közben a rajongók láthatták, hogy készülnek fel a tagok az idollá válásra. A show több évadot is megélt, amelyen keresztül bemutatták a tagokat.

#### Debut Big Plan
A debütálásuk előtt a Seventeen tagjai részt vettek a Seventeen Project: Big Debut Plan reality műsorban, amely az MBC csatornáján futott 2015. május 2-a és 26-a között. A műsor a csapat debütáló showcase-ével zárult.

### 2015: Debütálás, 17 Carat, Boys Be
Az együttes május 26-án debütált egy élő egyórás Showcase keretein belül, mellyel a Seventeen lett az első K-Pop fiúbanda, akik egy órás elő showcase-zel debütáltak egy nagy koreai tévécsatornán. Három nappal később megjelent az első középlemezük a 17 Carat. Az album a megjelenést követően a Billboard World Albums kilencedik helyén debütált majd jött föl a nyolcadik helyre és ott is maradt tizenegy hétig. Később a 17 Carat lett a legtöbbet a listán lévő K-Pop album az évben, és lett az egyetlen rookie csapattól származó album a Billboard's "10 Best K-pop Albums of 2015" listáján.
Szeptember 10-én az együttes kiadta második középlemezét, a Boys Be-t, mely az év végére 2015 legtöbbet eladott rookie albuma lett. Az album első helyen debütált a Billboard's World Albums Chart listáján. A Seventeen lett az egyetlen K-Pop együttes aki szerepelt a Billboard's "21 Under 21 2015: Music's Hottest Young Stars" listáján.
Az sikeres debütálás alkalmából a Seventeen megtartotta első négynapos koncertsorozatukat 2015 decemberében, ami a 2015 Like Seventeen – Boys Wish nevet kapta. A koncertek pozitív fogadtatása miatt még két koncertet tartottak 2016. február 13-án és 14-én.

### 2016: Love & Letter, Going Seventeen
A Seventeen első stúdióalbuma Love & Letter néven április 25-én jelent meg. Az album harmadik helyen debütált a Billboard's World Albums Chart listáján, valamint debütált a japán Oricon Weekly Pop Album Chart listáján.
A „Pretty U” című dalukkal első helyezést értek el a Show Champion című zenei műsorban.
Július 4-én kiadták az album újracsomagolt változatát, amire négy új szám került fel, köztük az új vezető dal is, a Very Nice. A Very Nice videóklipje kevesebb mint 24 órával a feltöltés után elérte az egymilliós nézettséget. 
A promóciót követően megkezdték első ázsiai turnéjukat, Shining Diamonds néven. A helyszínek közt volt Japán, Szingapúr, Indonézia, Ausztrália és Kína is.
December 5-én megjelent harmadik középlemezük, a Going Seventeen.

### 2017: Al1, első világturné és Teen, Age

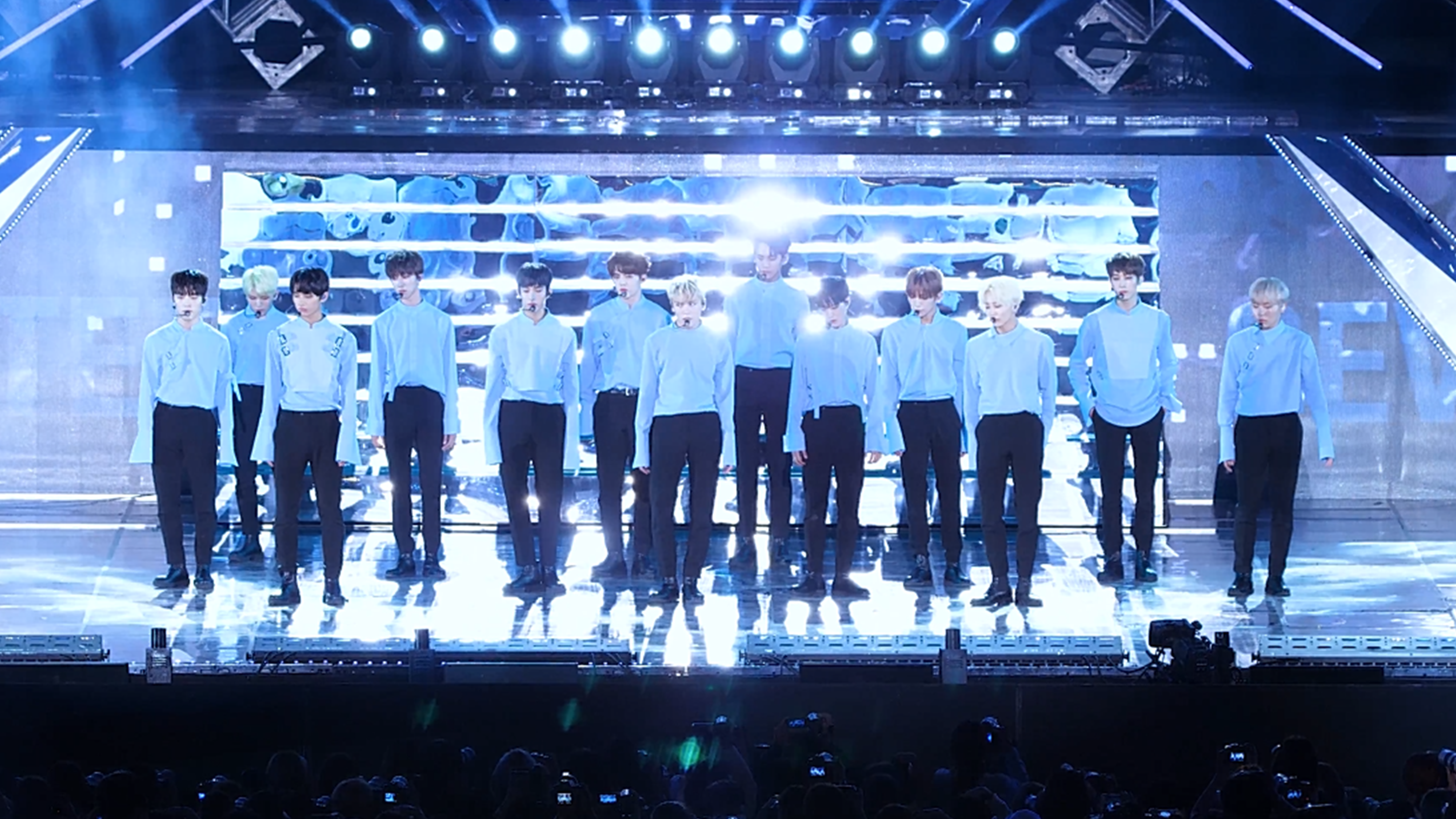
A Seventeen a 2017-es Dream Concert-en

2017 februárjában a Seventeen hat koncertet adott Japánban összesen 50 000 néző előtt, 17 Japan Concert: Say The Name #Seventeen néven.
Május 22-én megjelent az együttes negyedik középlemeze, Al1, amely Dél-Koreában az album eladási listák első helyére került, több mint 330 000 eladott példánnyal. Az albumról kimásolt Don't Wanna Cry lett az együttes első dala amely átlépte a 200 millió megtekintés a YouTube-on.
A Seventeen október 6-án befejezte első világturnéját, amely során tizenhárom ázsiai és észak-amerikai városban léptek fel.
November 6-án megjelent második stúdióalbumuk, a Teen, Age.

### 2018: Debütálás Japánban, You Make My Day
2018. február 5-én kiadtak a Teen, Age újracsomagolt változaták négy új dallal Director‘s Cut néven. Május 30-án a Seventeen hivatalosan is debütált Japánban az első japán nyelvű középlemezükkel, ami a We Make You nevet kapta. Július 26-án kiadták ötödik koreai középlemezüket, a You Make My Day-t, amely az első platinalemezük lett Dél-Koreában.

### 2019:You Made My Dawn,második világturné, ésAn Ode
A Seventeen 2019. január 21-én adta ki a hatodik EP-jét, a You Made My Dawn.  A "Home" című kislemez tíz trófeát nyert a heti zenei műsorokon: két tripla koronát (háromszor egymást követő győzelmet aratva bármelyik héten zenei show) és egy Grand Slam (nyertes trófeák a Music Bank, az Inkigayo, az M Countdown,Show! Music Core és a Show Champion oldalán egyetlen promóciós időszakban).  Május 29-én a Seventeen kiadta első japán kislemezét, a "Happy Ending"-et,  amely az Oricon Daily Singles Chart első helyére ért, és a Japán Recording Industry Association platinalemez minősítést kapott. Június 24-én a Seventeen bejelentette Ode To You című világkörüli turnéját, amely Ázsiában, Észak-Amerikában és Európában is lesz. A turné utolsó szakaszát a COVID-19 világjárvány  miatt törölték 2020-ban. A Seventeen augusztus 5-én  kiadta a "Hit" című digitális kislemezt a szeptember 16-án megjelenő harmadik stúdióalbuma, az An Ode  az album 700 000 példányban kelt el az első héten  és elnyerte a csoport első Daesang-díját (fődíját) az év albuma kategóriában.  A Billboard az év legjobb K-pop albumává is választotta

### 2020: Nemzetközi elismerés,Heng:garæ és Semicolon
2020. április 1-jén a Seventeen kiadta második japán kislemezét, a "Fallin' Flower"-t, amely az Oricon Daily Singles Chart élén debütált, és az első héten több mint 400 000 példányban kelt el, ezzel megszerezve az első helyet a Billboard Japan Hot 100-ban.
Május 13-án a Seventeen kiadta a Hit The Road című dokumentumfilm-sorozat első részét a YouTube csatornáján, amely az Ode to You turnét követi soron a csoport színfalai mögé.
Június 22-én a Seventeen kiadta hetedik EP- jét Heng:garæ címmel ami kevesebb mint egy hét alatt egymillió példányban kelt el, amivel a Seventeen hivatalos "milliós eladóvá" vált, és mind a Hanteo, mind a Gaon slágerlistákról tanúsítványt szerzett.  Az album globálisan is jól szerepelt, és a világ 27 régiójában az iTunes Top Albums listáján az első helyet érte el. Július 7-én a Heng:garæ második hétig az Oricon Weekly Album Chart első helyén állt, így a Seventeen az első nemzetközi férfi előadó, aki ezt tette a Backstreet Boys több mint 12 évvel ezelőtti óta.
Szeptember 9-én a Seventeen kiadta második japán EP-jét, a 24H-t . Ők voltak a harmadik csoport, amely négy egymást követő albummal az Oricon Weekly Album Chart első helyére került, utoljára 1977-ben a Bay City Rollers skót pop-rock együttes. Október 9-én a 24H platina minősítést kapta a RIAJ-tól több mint 250 000 eladott példány miatt.
Október 19-én a Seventeen kiadta második különleges albumát, a Semicolon-t a Home;Run című kislemezzel.  Az album a megjelenése előtt került a címlapokra, miután arról számoltak be, hogy csak előrendelésben több mint egymillió példányt adtak el belőle, ami a csoport második albuma, amely elérte az egymilliós határt.

### 2021: Amerikai promóciók,Not Aloneés "Power of Love" projekt
2021. január 6-án a Seventeen debütált az amerikai televízióban a CBS The Late Late Show with James Corden műsorában, előadva a Semicolon című kislemezüket, a "Home;Run"-t .  Az előadásról készült videót a hivatalos YouTube-csatornán tették közzé, és egyetlen nap alatt meghaladta az egymilliós megtekintést.  Január 13-án a Seventeen előadta a Heng:garæ "Left & Right" című dalát az NBC The Kelly Clarkson Show-ján.
Április 21-én a Seventeen kiadta harmadik japán kislemezét, a "Not Alone"-t.  Május 14-én a dalt a RIAJ dupla platina minősítést kapott, mert több mint 500 000 példányban kelt el.  A "Not Alone" című dallal a Seventeen lett az első tengerentúli férfi előadó a történelemben, aki három egymást követő japán kislemezzel meghaladta a 200 000 első heti eladást, a "Happy Ending"-től a "Not Alone"-ig.  A dal jól szerepelt a Billboard Japan listán, és első helyen végzett az Oricon Daily és Weekly Singles Charts listáján.  A világ 10 régiójában is első helyen szerepelt az iTunes dallistákon.
Május 18-án a Seventeen bejelentette, hogy szerzõdést köt a Geffen Records-szal és a Universal Music Group-al zenéjük amerikai és nemzetközi terjesztésére.  A Seventeen bejelentette "Power of Love" projektjét, valamint nyolcadik EP-jük, a Your Choice megjelenését május 18-án egy előzetes videón keresztül.  A projekt első részéhez a Seventeen május 28-án kiadott egy digitális kislemezt hip-hop egységük két tagja, Wonwoo és Mingyu előadásában, "Bittersweet (feat. Lee Hi )" címmel.  A csoport Your Choice című EP-je június 18-án jelent meg.
Július 19-én a Seventeen összes tagja megújította szerződését a Pledis Entertainment- tel.  Október 22-én a Seventeen kiadta kilencedik EP-jét, az Attacca-t a "Rock with You" című kislemezzel.  Az Attacca kétmillió példányban kelt el, ezzel a csoport első duplamilliós albuma.  December 8-án a Seventeen a "Power of Love" projekt végét jelentette be egy különleges japán, azonos című kislemez kiadásával, amely a támogatás és a gyógyítás üzenetét hirdette, hogy véget ér a hideg és nehéz tél, és eljön a tavasz. a szerelem ereje.

### 2022: "Team SVT" projekt,Face the Sun, harmadik világturné ésDream
2022. március 24-én a Seventeen bejelentette "Team SVT" projektjét a hatodik rajongói találkozójukat, Seventeen a Caratland-ban.  A háromnapos esemény után új csoportlogót mutattak be.
Április 15-én a Seventeen kiadott egy angol nyelvű digitális kislemezt " Darl+ing" címmel negyedik stúdióalbuma, a Face the Sun előtt . Az album május 27-én jelent meg a Hot című kislemezzel.  Első filmjüket, a Seventeen Power of Love: The Movie-t is bemutatták április 20-án és 23-án a világ mozikban (kivéve Franciaországot és Japánt, ahol április 21-én és 29-én mutatták be).

## Tagjai

### Hip Hop csapat
| Név       | Név                                        | Születési dátum              |
| Művésznév | Születési név                              | Születési dátum              |
| --------- | ------------------------------------------ | ---------------------------- |
| S.Coups   | Cshö Szungcshol (Choi Seungcheol) (최승철) | 1995. augusztus 8. (29 éves) |
| Vonu      | Cson Vonu (Jeon Wonwoo) (전원우)           | 1996. július 17. (28 éves)   |
| Mingju    | Kim Mingju (Kim Mingyu) (김민규)           | 1997. április 6. (28 éves)   |
| Vernon    | Cshö Hanszol (Chwe Hansol) (최한솔)        | 1998. február 18. (27 éves)  |

### Vokál csapat
| Név       | Név                                    | Születési dátum               |
| Művésznév | Születési név                          | Születési dátum               |
| --------- | -------------------------------------- | ----------------------------- |
| Woozi     | I Dzsihun (Lee Jihoon) (이지훈)        | 1996 . november 22. (28 éves) |
| Dzsonghan | Jun Dzsonghan (Yoon Jeonghan) (윤정한) | 1995 . október 4. (29 éves)   |
| Joshua    | Hong Dzsiszu (Hong Jisoo) (홍지수)     | 1995 . december 30. (29 éves) |
| DK        | I Szokmin (Lee Seokmin) (이석민)       | 1997. február 18. (28 éves)   |
| Szunggvan | Pu Szunggvan (Boo Seungkwan) (부승관)  | 1998. január 16. (27 éves)    |

### Előadó csapat
| Név       | Név                                     | Születési dátum             |
| Művésznév | Születési név                           | Születési dátum             |
| --------- | --------------------------------------- | --------------------------- |
| Hoshi     | Kvon Szunjong (Kwon Soonyoung) (권순영) | 1996. június 15. (28 éves)  |
| Dzsun     | Ven Dzsunhui (Wen Junhui) (文俊辉)      | 1996. június 10. (28 éves)  |
| The8      | Shu Minghao (Xu Minghao) (徐明浩)       | 1997. november 7. (27 éves) |
| Dino      | I Cshan (I Cshan) (이찬)                | 1999. február 11. (26 éves) |

## Diszkográfia

### Stúdióalbumok
- Love & Letter (2016)
- Teen, Age (2017)
- An Ode (2019)
- Face the Sun (2022)

## Fordítás
- Ez a szócikk részben vagy egészben  a   Seventeen (band) című angol Wikipédia-szócikk ezen változatának fordításán alapul.  Az eredeti cikk szerkesztőit annak laptörténete sorolja fel. Ez a jelzés csupán a megfogalmazás eredetét és a szerzői jogokat jelzi, nem szolgál a cikkben szereplő információk forrásmegjelöléseként.